# Ceroctena quadricolor
Ceroctena quadricolor är en fjärilsart som beskrevs av Walker 1858. Ceroctena quadricolor ingår i släktet Ceroctena och familjen nattflyn. Inga underarter finns listade i Catalogue of Life.